# Олешњице (Бланско)
Олешњице (чеш. Olešnice) град је у Чешкој Републици. Град се налази у управној јединици Јужноморавски крај, у оквиру којег припада округу Бланско.

## Становништво
Према подацима о броју становника из 2014. године град је имао 1.697 становника.